# Овинный (посёлок)
Овинный — упразднённый посёлок в Емельяновском районе Красноярского края России. На момент упразднения входил в состав Мининского сельсовета. В 2001 году включен в состав города Красноярска.

## География
Располагался к западу от Красноярска, вдоль железнодорожной линии Ачинск-Красноярск, у одноименного остановочного пункта, южнее деревни Бугачево.

## Климат
Климат резко континентальный. Среднемесячная температура воздуха июля составляет +19 °C, а самого холодного месяца — января −16 °C. Средняя продолжительность безморозного периода — 120 дней, с температурой +10 °C — 114 дней, средняя дата последнего заморозка — весной 22 июня, первого, осенью — 20 сентября. Продолжительность безморозного периода 95-116 дней. Годовая сумма осадков составляет до 430—680 см, причём большая часть их выпадает в тёплый период года.

## История
Возник в 1936 году в связи со строительством остановочного пункта Красноярской железной дороги.
В 2001 году включен в состав города Красноярска и исключен из учётных данных.